# Amtsgericht Ebersberg

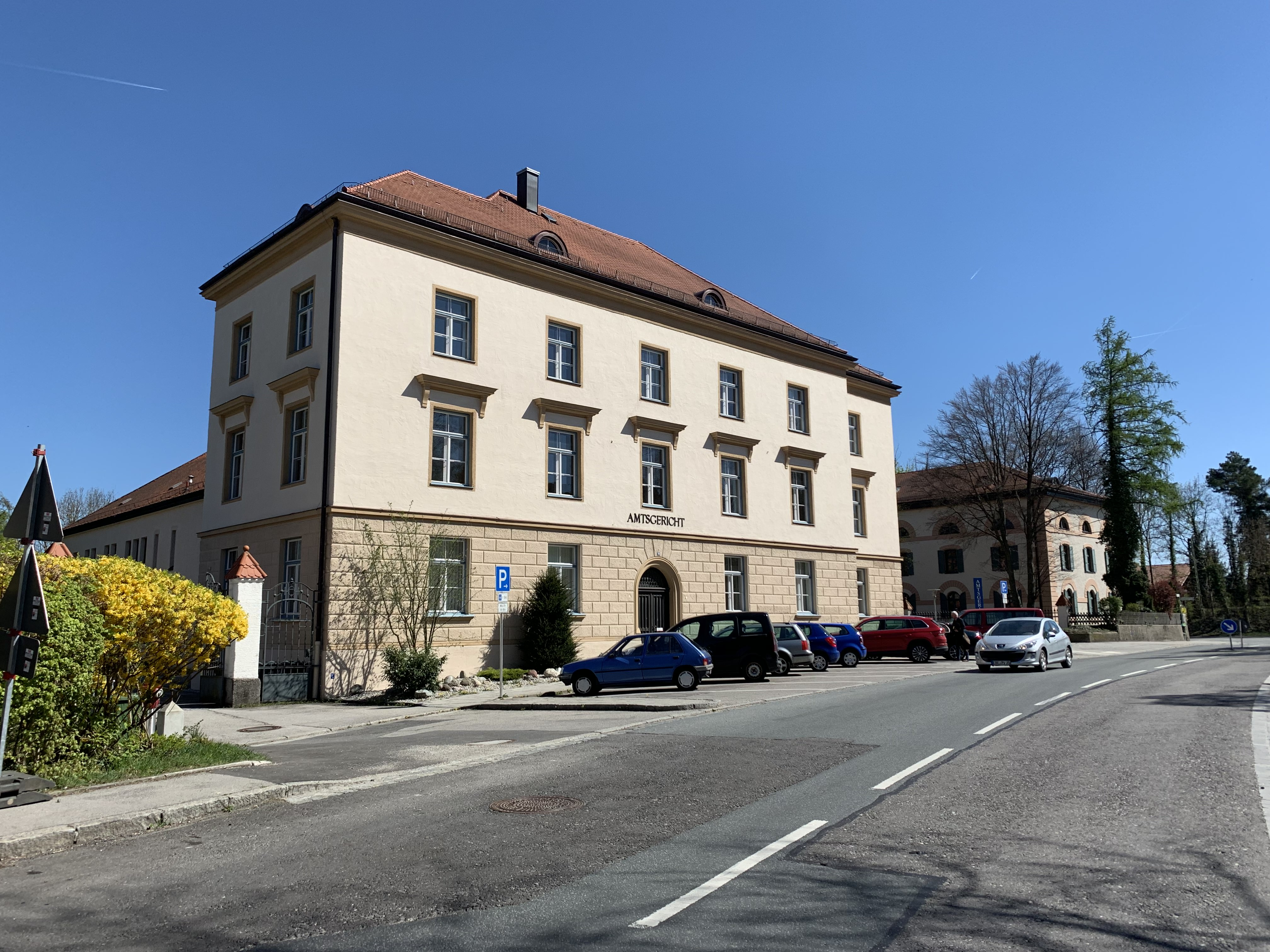
Gerichtsgebäude

Das Amtsgericht Ebersberg ist ein Gericht der ordentlichen Gerichtsbarkeit und eines von 73 Amtsgerichten in Bayern. Der Sitz des Gerichts befindet sich an Bahnhofstraße 19 in Ebersberg.

## Zuständigkeitsbereich und übergeordnete Gerichte
Die Zuständigkeit des Amtsgerichts Ebersberg erstreckt sich auf alle Gemeinden des Landkreises Ebersberg, u. a. die Städte Ebersberg und Grafing bei München. Dem Amtsgericht Ebersberg übergeordnet ist das Landgericht München II, diesem wiederum das Oberlandesgericht München.

## Geschichte
1803 wurde das Landgericht Schwaben (heute Markt Schwaben) auf der Grundlage eines vorhergehenden Pfleggerichtes eingerichtet. 1812 wurde der Sitz des Landgerichts nach Ebersberg verlegt und entsprechend in Landgericht Ebersberg umbenannt.  Dieses Landgericht älterer Ordnung in Ebersberg gehörte zum Isarkreis und ab 1838 zum Kreis Oberbayern. 1862 wurde das Bezirksamt Ebersberg eingerichtet. Die Landgerichte blieben als Gerichtsbehörde bis 1879 bestehen. Als Eingangsinstanz der niederen Gerichtsbarkeit wurden sie 1879 durch das Gerichtsverfassungsgesetz reichseinheitlich in Amtsgericht umbenannt.

## Gerichtsgebäude
Das Hauptgebäude des Amtsgerichts mit den Sitzungssälen befindet sich an Bahnhofstraße 19 in Ebersberg. Der dreigeschossige spätklassizistische Putzbau mit Walmdächern wurde im 3. Viertel des 19. Jahrhunderts errichtet und steht unter Denkmalschutz.